# 複雑適応系
複雑適応系（ふくざつてきおうけい、英: complex adaptive system, CAS）は、特殊な複雑系である。多様な複数の相互接続された要素から成るという意味で「複雑」であり、変化する能力と経験から学ぶという意味で「適応的」である。複雑適応系という用語はサンタフェ研究所 (SFI) のジョン・H・ホランドやマレー・ゲルマンらが作った造語である。

## 概要
「複雑適応系」あるいは「複雑性科学 (complexity science)」という用語は、そのような系の研究を中心として成長した緩やかに組織された学究的分野を指して使われることが多い。複雑性科学は単一の理論ではない。複数の理論的枠組みがあり、高度に学際的で、生態系・適応系・可変系などについての基本的疑問の答えを求めている。
複雑適応系の例として、証券市場、社会性昆虫とアリのコロニー、生物圏と生態系、脳と免疫系、細胞と胚の発達、製造業、政党や共同体といった文化的/社会的組織がある。CAS と人工生命には密接な関連がある。どちらも創発と自己組織化が重要な原理である。
CAS の考え方やモデルは本質的に進化的であり、適応と進化の現代生物学の観点に基づいている。複雑適応系の理論は、一般システム理論と一般的なダーウィニズムの考え方の架け橋となっており、ダーウィン的な進化論が宇宙から社会的事象までの複雑な物質的現象を説明できることを示唆している。

### 定義
CASは、相互作用する適応的エージェントの複雑で自己相似な集合体である。CASの研究では、系の複雑かつ創発的で巨視的な属性に注目する。それぞれの研究者が様々な定義を行っている。
- ジョン・H・ホランド (John Henry Holland)

複雑適応系 (CAS) は多数のエージェントの動的ネットワークである（それが細胞や種や個体や会社や国家を形成する）。エージェントは並列かつ一定に活動し、他のエージェントの活動に対して反応する。CASの制御は高度に分散され分権化される傾向がある。系に首尾一貫した行動が見られるなら、それはエージェント自身の競争と協力から生じているはずである。系全体の挙動は、多数の個々のエージェントが絶えず行っている莫大な数の判断の結果である。
- ケビン・ドゥーリー (Kevin Dooley)

CASの振る舞いと発展には3つの原則がある。第一に秩序は事前に決定されるのではなく自然に発生する。第二に系の履歴は不可逆である。第三に系の将来は予測不能であることが多い。CASの基本構成要素はエージェントである。エージェントは周囲の環境を調べ、それを解釈し行動するための原則を表すスキーマを生み出す。それらスキーマは変化し発展していく。
- その他の定義

単純で（同時に非線形な）対話ユニットの巨大な集合体であり、各ユニットには変化する環境に適応し発展する能力が与えられている。

### 一般的特性

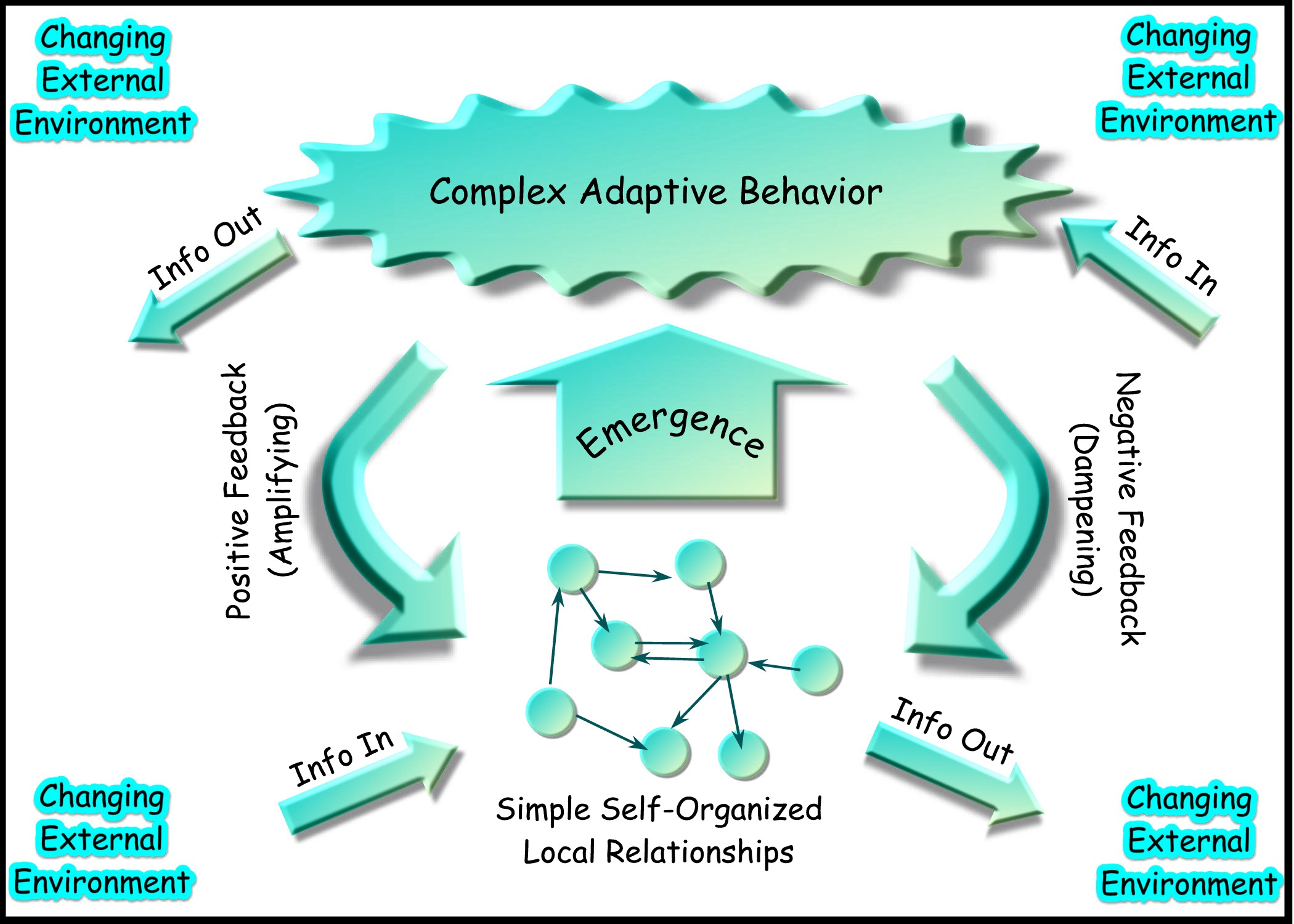
複雑適応系

CASと純粋なマルチエージェントシステム (MAS) の違いは、自己相似性、複雑性、創発、自己組織化といった属性や機能への注目の度合いである。MASは単に複数の相互作用するエージェントから構成されるシステムとして定義される。CASでは、システムだけでなくエージェントも適応的であり、システムは自己相似である。CASは相互作用する適応的エージェントの複雑かつ自己相似の集合体である。複雑適応系は、摂動的変化への耐性を与える適応能力の度合いで特徴付けられる。
他の重要な属性は、適応性（または恒常性）、通信、協力、特殊化、空間的・時間的組織化、そしてもちろん複製である。CASは様々なレベルのものがある。例えば細胞は、もっと大きな有機体と同じように特殊化し、適応し、自身を複製する。通信と協力は個々のエージェントレベルからシステムレベルまで全てのレベルで行われる。そのようなシステムにおけるエージェント間の協力の推進力はゲーム理論で分析できる。

## 複雑さの発展

複雑さの発展の受動的傾向と能動的傾向の比較。過程の最初から存在するCASは赤で示している。システムの数を棒の高さで示しており、上のグラフほど時間的に後の状態を示している。グラフの横軸は複雑さである。

生命体は複雑適応系である。生物学では複雑さを定量化することは難しいが、進化はいくつかの驚異的に複雑な有機体を生み出した。このことから、「高等生物」と言われるものへと向かう進化という一般的考え方が生まれた。
これが真実ならば、進化は複雑なほうへ向かう能動的な傾向を持っていると考えられる。この種の過程においては、最も典型的な複雑さは時と共に増大すると考えられる。実際、いくつかの人工生命シミュレーションの結果は、進化においてCASの発生は避けられないことを示唆している。
しかし、進化の複雑なほうへ向かう一般的傾向という考え方は、受動的過程として説明することもできる。これには分散の増大が関係するが、最も典型的な値である最頻値は変化しない。従って、複雑性の最大レベルは時と共に増大するが、それは全体として生命体が増えたことの結果である。このような無作為過程を制限つきランダムウォークとも呼ぶ。
この仮説において、より複雑な生命体へと向かう傾向は、複雑性の分布の中で最先端に位置するごく一部の大型で非常に複雑な生命体に注目することによる幻影であり、より多数の単純な生命体を無視した結果である。この受動的モデルでは、種の圧倒的多数が微小な原核生物であり、それが世界の約半分のバイオマスを形成し、地球上の生物の多様性の大部分を構成していることを強調する。すなわち、地球上では単純な生命が大部分を占めており、複雑な生命がより多様に思われるのは標本化バイアスによるものである。
生命が複雑な方に向かう傾向を持たないとしても、特定のケースで複雑なほうへ向かわせる推進力が存在することを否定するわけではない。そのような傾向は、システムをより複雑でない状態へと向かわせる進化的圧力と釣り合っている。